# Oms (Pirenéus Orientais)
Oms é uma comuna francesa na região administrativa da Occitânia, no departamento dos Pirenéus Orientais. Estende-se por uma área de 18.53 km², com 335 habitantes, segundo o censo de 2018, com uma densidade de 18 hab/km².